# DOG SIGNAL
DOG SIGNAL(도그 시그널)은 미야우치 사야가 쓰고 그림을 그린 일본 만화 시리즈이다. 2018년 7월부터 가도카와의 여성 만화 웹사이트 코믹 브리지에 연재되었으며, 2024년 3월 기준 챕터가 11권의 단행본으로 수집되었다. 후가쿠가 제작한 애니메이션 TV 시리즈 각색판은 2023년 10월부터 2024년 3월까지 방영되었다.